# Університет Монс-Ено
Університет Монс-Ено (фр. Université de Mons-Hainaut, УМЕ) — вищий навчальний заклад в Монсі, Валлонія, Бельгія.
З 1 січня 2009 року Університет Монс-Ено та Інженерний факультет Монса було об'єднано в новий університет, який отримав назву Університет Монса.

## Історія
Університет було започатковано 1965 року на базі Інституту комерції та промисловості, який було засновано 1899 року. В університетській бібліотеці, яку було засновано 1797 року, налічується близько 715 000 томів, включаючи 450 манускриптів, один з яких датується X століттям.

## Відомі випускники
- Еліо ді Рупо — прем'єр-міністр Бельгії.